# Поленов, Лев Андреевич
Лев Андре́евич Поле́нов (1894, Санкт-Петербург — 1958) — российский и советский военно-морской офицер, капитан 1-го ранга. Участвовал в 1-й мировой, Гражданской, Великой Отечественной войнах, в дальних походах.

## Биография
Окончил Морской корпус и произведен в мичманы в 1914 г.
Окончил штурманский класс в 1921 г., курсы усовершенствования высшего начальствующего состава (КУВНАС) при ВМА в 1927 г. Был командиром крейсера «Аврора» с ноября 1922 г. по январь 1928 г.
Служил на Балтийском и Каспийском морях, в военно-морских учебных заведениях. В 1928-1929 годах занимал должность начальника строевого отдела штаба Морских сил Балтийского моря. В 1929-1930 годах занимал должность начальника управления комплектования штаба Морских сил Балтийского моря. 15 октября 1930 года уволен из рядов военно-морских сил и арестован. 
В 1932 году освобожден и восстановлен на службу с назначением преподавателем Военно-морского училища имени М. В. Фрунзе. 3 ноября 1939 года присвоено звание капитана 1-го ранга
В 1942-1944 годах командовал отрядом учебных кораблей Каспийского военно-морского училища.  1 сентября 1944 года назначен начальником цикла военно-морского дела Ленинградского Нахимовского училища. В 1948 году уволен в отставку. 

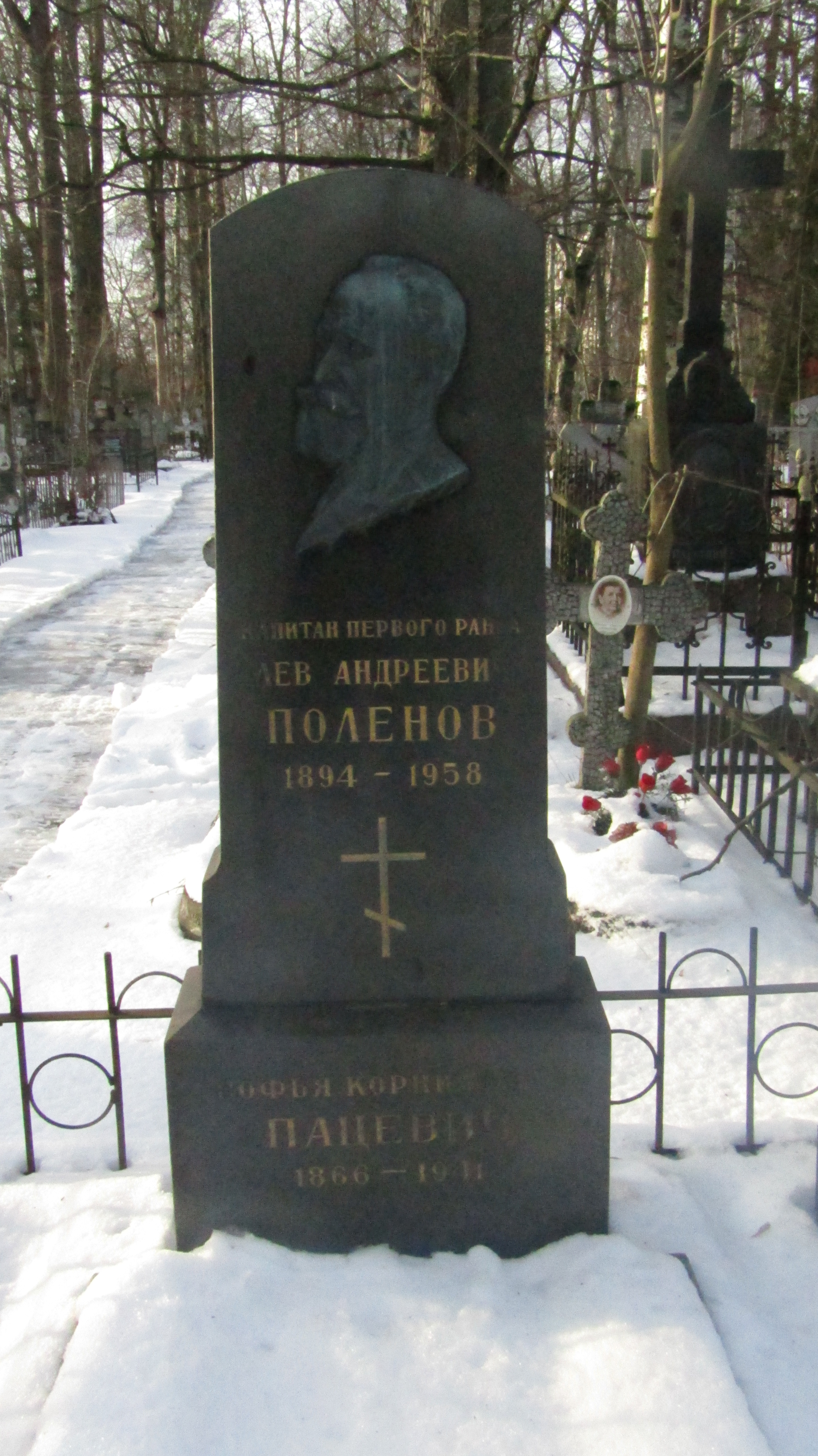
Могила Поленова Л.А. Серафимовское кладбище, Санкт-Петербург.

Похоронен в Санкт-Петербурге на Серафимовском кладбище.

## Семья
Происходит из дворянского рода Поленовых, двоюродный племянник знаменитого художника В. Д. Поленова.
Отец — Поленов, Андрей Львович (нейрохирург).
Сын — Андрей Львович Поленов, физиолог, член-корреспондент РАН.

## Награды
- Медаль «XX лет РККА» (29.02.1940)
- Орден Красной Звезды (04.02.1942)
- Медаль «За оборону Ленинграда» (31.12.1943)
- Медаль «За оборону Кавказа» (15.09.1944)
- Орден Красного Знамени (03.11.1944)
- Орден Ленина (30.04.1945)
- Орден Красного Знамени (6.11.1947)